# Mattia Gavazzi
Mattia Gavazzi (Iseo, Província de Brescia, 14 de juny de 1983) és un ciclista italià, que fou professional entre 2006 i 2016. Del seu palmarès destaca les dues victòries finals al Giro de Toscana.
Al llarg de la seva carrera ha tingut diferents positius per cocaïna.
El seu pare Pierino i el seu germà Nicola també s'han dedicat al ciclisme.

## Palmarès
- 2003
  - 1r al Trofeu Antonietto Rancilio
- 2004
  - 1r al Trofeu Papà Cervi
  - 1r al Circuit del Porto-Trofeu Arvedi
  - 1r a l'Alta Padovana Tour
  - 1r al Trofeu Visentini
  - Vencedor d'una etapa al Baby Giro
- 2007
  - Vencedor de 2 etapes a l'Istrian Spring Trophy
  - Vencedor de 3 etapes al Tour de Normandia
  - Vencedor d'una etapa a la Volta a Navarra
- 2008
  - 1r al Giro de Toscana
  - Vencedor d'una etapa a la Setmana Ciclista Llombarda
  - Vencedor d'una etapa al Circuit de Lorena
  - Vencedor d'una etapa al Brixia Tour
- 2009
  - Vencedor d'una etapa al Tour de San Luis
  - Vencedor de 3 etapes al Tour de Langkawi
  - Vencedor d'una etapa a la Setmana Ciclista Llombarda
  - Vencedor de 3 etapes a la Volta a Veneçuela
  - Vencedor de 2 etapes al Brixia Tour
- 2013
  - 1r al Giro de Toscana
  - Vencedor d'una etapa al Tour de San Luis
  - Vencedor d'una etapa al Sibiu Cycling Tour
  - Vencedor d'una etapa a la Volta a Veneçuela
- 2014
  - Vencedor de 2 etapes a la Volta al llac Qinghai
  - Vencedor d'una etapa a la Volta a la Xina I
  - Vencedor d'una etapa a la Volta a la Xina II
  - Vencedor d'una etapa al Tour de Fuzhou
- 2015
  - Vencedor d'una etapa a la Volta a Mèxic
  - Vencedor d'una etapa a la Volta a Estònia
  - 1r a la Volta a la Xina II i vencedor de 3 etapes
  - Vencedor de 4 etapes a la Volta al llac Qinghai
  - Vencedor de 2 etapes al Tour de Fuzhou

### Resultats al Giro d'Itàlia
- 2013. Exclòs (16a etapa)